# 類昆蟲
類昆蟲（Insectoid）是通稱與地球的昆蟲和蛛形類極為相似的外星生物，常出現於外星人目擊事件和科幻小說中。

## 目擊事件中的類昆蟲
類昆蟲最早的目集記錄可追溯於1957年，當時亦有人目看到形似螳螂的外星人。而在《UFO experience in Canada》記載的類昆蟲則形似草蜢。

## 有出現類昆蟲的作品
- 星艦戰將
- 星海爭霸
- 超時空博士
- 星艦奇航記
- MIB星際戰警
- 第九禁區
- 英雄世紀
- 超時空要塞Frontier
- Ben 10
- 特攝電影電視系列(包含日本的超人力霸王系列(不分昭和與平成，幾乎每代必出現至少一次)、戰隊系列；美國的金剛戰士系列、百變金鋼和變形金剛系列)

## 外部連結
- Martin S. Kottmeyer, Graying Mantis （页面存档备份，存于）
- Karla Turner, Alien Abduction in the Gingerbread House[永久]